# Смирново (Калінінградська область)
Смирново (рос. Смирново) — селище Озерського міського округу, Калінінградської області Росії. Входить до складу Гавриловського сільського поселення.
Населення —  51 особа (2015 рік). 

## Населення
| 2002 | 2010 |
| ---- | ---- |
| 47   | ↗51  |